# Malála Júszafzai
Malála Júszafzai (urdu nyelven: ملاله یوسفزۍ, Malālah Yūsafzay, nyugaton: Malala Yousafzai; Míngora, 1997. július 12. –) Nobel-békedíjas pakisztáni születésű emberjogi aktivista, a lányok tanuláshoz való jogáért küzd. Ő az első pakisztáni és egyben minden idők eddigi legfiatalabb Nobel-díjasa is.
2012. október 9-én tálib szélsőségesek merényletet követtek el ellene. Egy iskolabuszon utazott, amikor fegyveresek rálőttek és több találat is érte, de csodával határos módon túlélte az életveszélyes sérüléseket.
A merénylet után Angliába került és létrehozott egy alapot, melynek az a célja, hogy minden lány és gyermek tanulhasson. Több neves nemzetközi elismerést kapott és 2014-ben Nobel-békedíjjal tüntették ki a pakisztáni szunnita muszlim családból származó leányt, a hindu Kailás Szatjárthival közösen. A tálibok ugyanakkor továbbra is célpontnak tekintik és szerintük csak azért kapott elismeréseket, mert iszlámellenes a tevékenysége.

## Élete
Malála 1997. július 12-én született a pakisztáni Szvát-völgyben fekvő Míngora városában, pastu nemzetiségű, szunnita muszlim családba. Apja költő és tanító és lánya tanításáért sokat tett, valamint az emberjogi küzdelmeiben is mellé állt. Első alkalommal még diáklányként tizenegy éves korában szólalt fel az ellen, hogy a tartományukban egyre nagyobb hatalomra szert tevő iszlám fundamentalista tálibok megtiltották, hogy a lányok is tanulhassanak. A Szvat-völgy 2008-tól teljesen a tálibok fennhatósága alá került, akik rögvest bezárták a lányiskolákat, betiltották a zenét, a televíziót és korlátozták a nők jogait. Júszafzai tiltakozásul az interneten kampányolni kezdett a tálib intézkedések ellen. Gul Makar (Búzavirág) álnéven írta blogbejegyzéseit, amelyekben a fundamentalisták uralma alatti mindennapjairól számolt be. Írásai a BBC brit közszolgálati televízió honlapján is megjelentek és nagy nyilvánosságot kaptak.
A Szvát-völgyet fél év tálib uralom után visszafoglalta a pakisztáni hadsereg. Ekkor Júszafzai életéről dokumentumfilm készült, számos nyilatkozatot adott és megkapta a civileknek adható legmagasabb pakisztáni kitüntetést. A lány nyílt szerepvállalása nagy veszélyt hordozott magában, hiszen a fanatikus tálib vezető, Maulána Fazlulláh mindent megtett azért, hogy elhallgattassa. A Facebookon fenyegető kommenteket kapott, egyes újságokban is figyelmeztették, hogy hagyjon fel a „nyugati gondolkodást népszerűsítő tevékenységével”. Az ilyen lapokat rendszeresen becsúsztatták az ajtaja alatt, hogy biztos eljusson hozzá a fenyegetés.
Mivel nem hagyta abba a lányok tanulásának népszerűsítését, a tálibok úgy döntöttek, hogy meg kell ölni és gyilkosokat küldtek rá. Júszafzai tevékenysége valószínűleg olyan nagy veszélyt jelentett nekik, hogy a tálib szokásokat is semmibe vevő döntést hoztak, hiszen az ottani törzsi törvények szerint tiltott a nők megölése.
Mindezek után 2012. október 9-én két tálib fegyveres megállította az őt szállító iskolabuszt. Jellemző az ottani viszonyokra, hogy ez egyébként nem messze egy katonai ellenőrzőponttól történt. Az akkor mindössze 15 éves Malála Júszafzait név szerint szólították. A halálra rémült, de rendkívül bátor utazótársai azt mondták, hogy nincs a buszon, ám a merénylők felismerték és többször rálőttek a lányra. A támadás során találat érte a fejét, a nyakát, a vállát és a leadott lövések másik két lányt is megsebesítettek.

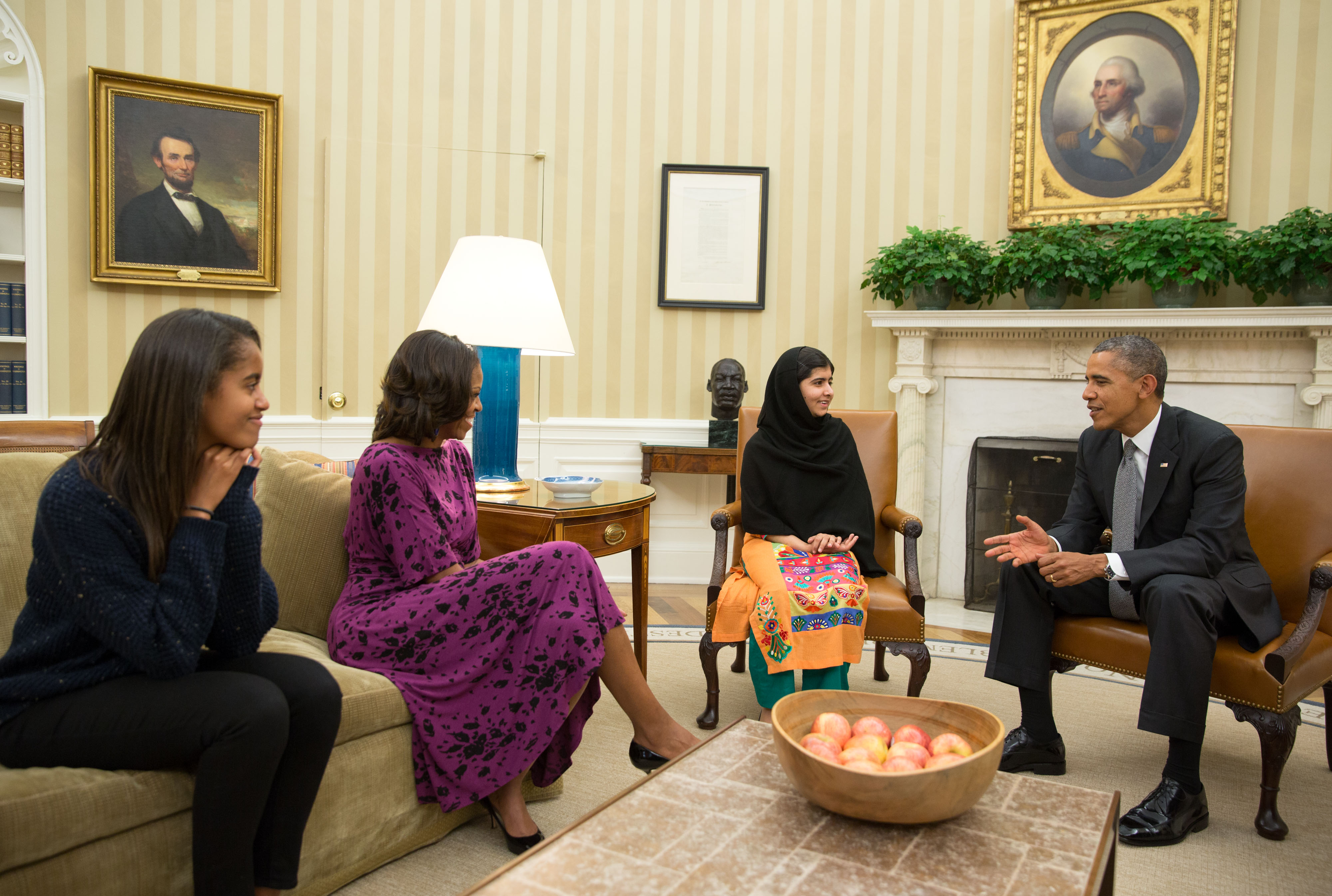
Barack Obama, Michelle Obama, Malia lányuk és Malála Júszafzai az Ovális Irodában 2013. október 11-én

 Malála azonban a csodával határos módon túlélte a támadást. Súlyos sérülései miatt helikopteren szállították kórházba, ahol életmentő műtéteket hajtottak végre rajta. A végleges kezelését Angliában fejezték be, ahol azóta is él.
A merénylet után az amúgy is nemzeti hősnek számító kislány már nemzetközi példakép is lett. Sokan csodálják őt és a világ fontos beosztású vezetői közül Barack Obama amerikai elnöktől Pan Gimun ENSZ-főtitkárig többen is támogatásukról biztosították Malála Júszafzait.
A merényletet követően 2013 februárjában jelent meg ismét a nagy nyilvánosság előtt és bejelentette, hogy alapot hozott létre, amelynek célja, hogy a Világon minden lány és minden gyermek tanulhasson. Az alap elsőnek Pakisztánban épített iskolákat lányok számára. A tálibok ugyanakkor továbbra is célpontnak tekintik és szerintük csak azért kap elismeréseket, mert az iszlám ellen dolgozik.
Tevékenységéért számos nemzetközi elismerésben részesült és Pakisztán is elismerte emberjogi tevékenységét. A Nobel-békedíjra is már 2013-ban jelölték, mellyel 2014-ben kitüntették. Személyében most először ítéltek Nobel díjat pakisztáni születésű embernek és ő minden idők eddigi legfiatalabb Nobel-díjasa.
Róla nevezték el a 2010. júniusban felfedezett 316201 Malala (2010 ML48) kisbolygót.
2017 augusztusában Júszafzait felvették az az Oxfordi Egyetemre. 2020 júniusában filozófiai, politikai és közgazdaságtani diplomát szerzett.

## Díjai
- Nemzeti fiatalság békedíj (2011)
- Simone de Beauvoir-díj (2013)

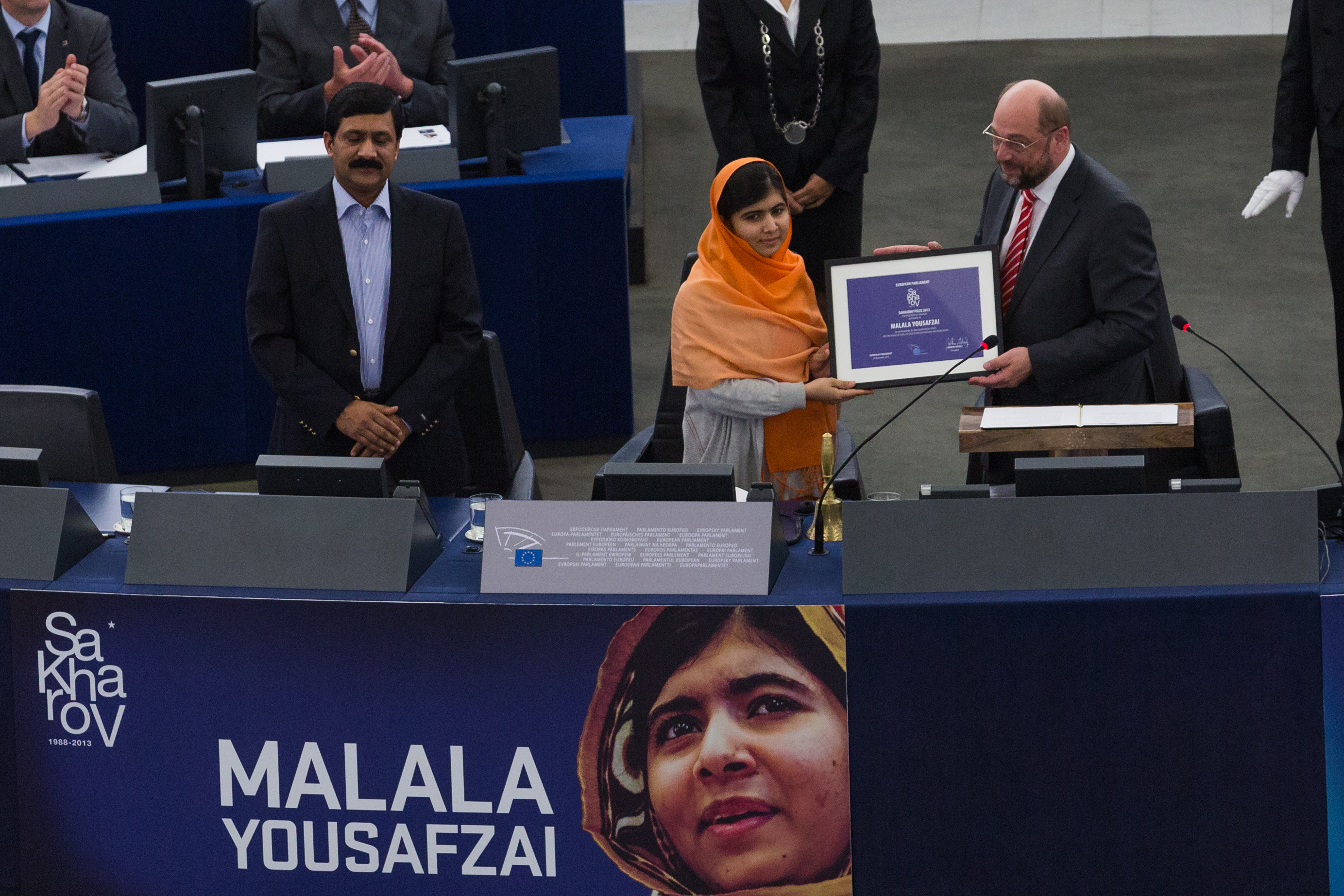
Malála Júszafzai 2013 november 20-án a Szaharov-díj átadásán az Európai Parlamentben

- A lelkiismeret nagykövete Az Amnesty International nemzetközi emberi jogi szervezet legrangosabb kitüntetése (2013)
- Nemzetközi Gyermekbékedíj (2013)
- Szaharov-díj az Európai Parlament a gondolatszabadság melletti fellépésért ítél oda (2013)
- Nobel-békedíj (2014)
- Szabadság érem (2014)[14]

## Magyarul megjelent művei
- Én vagyok Malala. A lány, aki harcolt, hogy tanulhasson, és lelőtte egy tálib fegyveres; közrem. Christina Lamb, ford. Sziklai István; Libri, Bp., 2013
- Nincs más út. Az én utam és más menekült lányok történetei a világ minden tájáról; ford. Kós Krisztina; Bookline–Kolibri, Bp., 2019